# Özyayla, Nevşehir
Özyayla là một xã thuộc thành phố Nevşehir, tỉnh Nevşehir, Thổ Nhĩ Kỳ. Dân số thời điểm năm 2011 là 1.411 người.